# Попо фон Андекс-Мерания
Попо фон Андекс-Мерания (на немски: Poppo von Andechs-Meranien; * ок. 1175; † 4 декември 1245) е граф от Андекската династия и епископ на Бамберг (1237 – 1242). Той е чичо на светица Хедвига Силезка и третият епископ от фамилията на графовете на Андекс.

## Живот
Той е син на граф Бертхолд III фон Андекс († 1188), маркграф на Истрия и Крайна, и втората му съпруга принцеса Луитгард Датска, дъщеря на краля на Дания Свен III († 1157).
През 1185/1201 г. Попо е провост на „Св. Якоб“, и 1190 г. на „Св. Стефан“. През септември 1237 г. е избран за епископ на Бамберг. Той залага имоти, за да да покрие финансите на епископството. През 1239 г. е противник на император Фридрих II и затова е осъден и свален през първата половина на 1242 г. Той не е помазан за епископ, умира на 4 декември 1245 г.